# RISE FROM LAIR
『RISE FROM LAIR』（ライズフロムレア）は、PLAYSTATION 3専用のアクションゲーム。
ハリウッド映画のノウハウが注ぎ込まれ、ハリウッドのアートディレクターやサウンドでは『シン・シティ』『チキン・リトル』『パッション』等のジョン・デブニーが担当。

## 概要
- 舞台は人間とドラゴンが共存していた太古の世界。「大分裂期」と呼ばれる時代が訪れ、水路と穀物を確保して発展をしてきた「アシリア帝国」と、蒸気機械の開発技術を発展させた「モーカイ族」のふたつの文明の争いが続いていた・・・。プレイヤーはアシリア帝国の若き戦士「ロン（Rohn）」を操作しドラゴンを操りながら、地上や大空を縦横無尽に飛び回り様々な敵を迎え撃つ。

- PS3で開拓する新しいジャンルであり、PS3だからこそできたグラフィック、サウンド、アクションと開発陣は語る。[1]
- 欧米でのタイトルは『Lair』。開発初期の国内タイトル名『LAIR（仮）』（レア（仮））であった。
- PLAYSTATION Networkを介して世界中のプレイヤーとスコアを競う事が出来る「スコア・ランキング」対応。

## キャラクター

### アシリア帝国
ロン（声優：加瀬康之）
本作の主人公。
貧しい家庭に生まれたが、懸命な努力を重ねて、名誉あるスカイガードとなった。
突如始まったモーカイ族の侵攻に、仲間たちと共に立ち向かう。
ジェヴォン（声優：咲野俊介）
アシリア帝国のスカイガード仲間。
ロンとは古くからのつきあいがある、幼馴染。
偵察任務中に軽口をたたくなどいい加減でおちゃらけた性格だが、確かな実力を持っている。
タラン（声優：玄田哲章）
アシリア・スカイガードのトップで大尉であり、ロンの指導者的存在。
スカイガードの掟を忠実に守り、アシリアへの忠誠を固く誓っている。
ローデン（声優：楠大典）
スカイガードのメンバーの一人。
預言者とは独自の繋がりを持っており、裏で計略を練っていた。
ストロー（声優：小山力也）
スカイガードのメンバーの一人。
最初の襲撃で単身アタ・カイに立ち向かい、戦死する。
預言者（声優：内田直哉）
アシリア帝国での宗教的トップ。
モーカイ族を敵視し、近頃の火山活動等はその機械文明に対する神の怒りだとした。
彼らを殲滅するためにローデンを利用し戦乱の引き金を引く。

## ドラゴン
計8種類のドラゴンが登場する。使用可能なドラゴンは4体。
プレーン・ドラゴン
ブラッド・ドラゴン
ウィンド・ドラゴン
ポイズン・ドラゴン
以下はCPU専用。
アイス・ドラゴン
フレーム・ドラゴン
ダーク・ドラゴン
ブル・ドラゴン

## 関連情報
- 2007年7月20日、PLAYSTATION Storeにてハイビジョン（720p）画質のショートプロモーションビデオと、メイキングビデオハイライト〜前編〜 が配信された。
- 2007年8月28日、PLAYSTATION Storeにてフルハイビジョン（1080p）画質のフルプロモーションビデオが配信された。
- 2007年10月11日 - 2007年10月14日、推定販売数2万6119本（エンターブレイン調べ）
- 2008年4月17日、アナログパッチ・追加ドラゴンの無料アップデータが配信開始。

## スタッフ
- プロデューサー：ブライアン・クルーガー
- アートディレクター：ウェイン・ロー
- サウンド：ジョン・デブニー